# Ариеш
Ариеш (на румънски: Arieş; на унгарски: Aranyos, „златна река“; на латински: Crisola, Aureus, Auratus) е река в западна Румъния, в историческата област Трансилвания. Извира от планината Бихор, част от веригата на Западнорумънските планини. Приблизителната ѝ дължина е 164 км. Влива се в река Муреш близо до град Лудуш. Преминава през окръзите Алба и Клуж. Край нея са разположени градовете Турда, Къмпия Турзии и Бая де Ариеш.
Река Ариеш се получава близо до село Михоещ при сливането на реките Ариешул Маре (Голям Ариеш) и Ариешул Мик (Малък Ариеш).
Областта около река Ариеш е известна като Цара Моцилор (Ţara Moţilor) и е многа красива и скалиста. Басейнът на реката също така е важен миньорски регион (Рошия Монтана, Бая де Ариеш, Бучиум), богат на злато, сребро и др.
Много от селищата в областта, например Бая де Ариеш, Ариешени, Гириш Ариеш (старото име на Къмпия Турзии), Гура Ариешулуй, Лункани (на унгарски Aranyosgerend) и адмиунистративните единици, например Седалище Ариеш (Араньошсек) и по-късно създаденият комитат Турда-Ариеш, носят името на реката.

## Галерия
- Река Ариеш край Корнещ, окръг Клуж
- Ариешени
- Ариеш при Лункани